# Peter Brocco
Pour les articles homonymes, voir Brocco.
(Carl) Peter Brocco est un acteur américain, né le 16 janvier 1903 à Reading (Pennsylvanie), mort le 20 décembre 1992 à Los Angeles (Californie).

## Biographie
Peter Brocco débute comme acteur de théâtre et joue notamment à Broadway (New York) dans deux pièces. La première en 1927-1928 est Centuries d'Emjo Basshe (en), avec Franchot Tone. La seconde en 1938 est Les Joyeuses Commères de Windsor de William Shakespeare.
Au cinéma, il tient d'abord des petits rôles non crédités dans deux films sortis en 1932, dont Le Démon du sous-marin de Marion Gering (avec Tallulah Bankhead et Gary Cooper). Après un troisième film en 1942, il contribue à cent-seize autres films américains à partir de 1946. L'ultime est Larry le liquidateur de Norman Jewison (avec Danny DeVito et Penelope Ann Miller), sorti en 1991, à peine plus d'un an avant sa mort, en 1992.
Parmi ses films notables (comme second rôle de caractère), mentionnons Le Prisonnier de Zenda de Richard Thorpe (version de 1952, avec Stewart Granger et Deborah Kerr), Spartacus de Stanley Kubrick (1960, avec Kirk Douglas et Laurence Olivier), Notre homme Flint de Daniel Mann (1966, avec James Coburn et Lee J. Cobb), ou encore Vol au-dessus d'un nid de coucou de Miloš Forman (1975, avec Jack Nicholson et Louise Fletcher).
À la télévision, Peter Brocco collabore à cent-trente-sept séries dès 1951, dont La Quatrième Dimension (deux épisodes, 1960-1962), Ma sorcière bien-aimée (deux épisodes, 1965-1969) et L'Homme de fer (deux épisodes, 1971-1974). Ses deux dernières sont Cagney et Lacey et Hôpital St Elsewhere, avec pour chacune un épisode diffusé en 1987.
S'y ajoutent douze téléfilms diffusés entre 1958 et 1987, dont Raid sur Entebbe d'Irvin Kershner (1976, avec Peter Finch et Martin Balsam).

## Théâtre (sélection)
- 1927-1928 : Centuries d'Emjo Basshe (en) (Broadway)
- 1938 : Les Joyeuses Commères de Windsor (The Merry Wives of Windsor) de William Shakespeare (Broadway)

## Filmographie partielle

### Cinéma
- 1932 : Roar of the Dragon (en) de Wesley Ruggles : L'opérateur sans fil

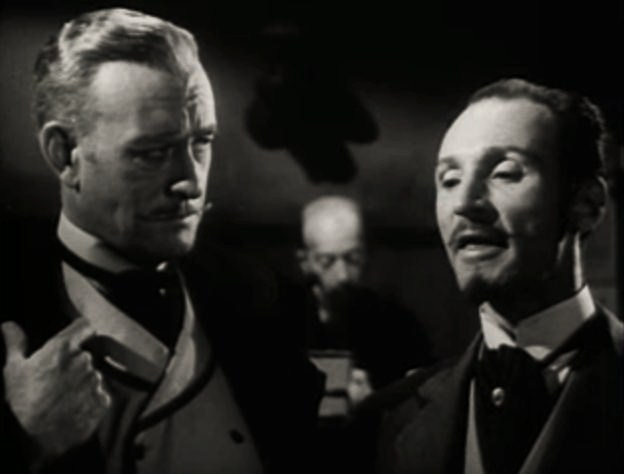
Avec Conrad Nagel (à g.), dans The Vicious Circle (1948)

- 1932 : Le Démon du sous-marin (Devil and the Deep) de Marion Gering : L'opérateur sans fil
- 1942 : Stand By All Networks de Lew Landers : Le chauffeur de taxi
- 1946 : Alias Mr. Twilight (en) de John Sturges : Brick Robey
- 1947 : The Lone Wolf in Mexico (en) de D. Ross Lederman : Emil, complice d'Henderson
- 1948 : Le Manoir de la haine (The Swordsman) de Joseph H. Lewis : Un valet
- 1948 : The Vicious Circle (en) ou Woman in Brown de W. Lee Wilder : Dr Georges Samosch
- 1948 : La Comtesse de Monte-Cristo (en) (The Countess of Monte Cristo) de Frederick de Cordova : Le réceptionniste de l'hôtel
- 1949 : Les Désemparés (The Reckless Moment) de Max Ophüls : Pete, le barman
- 1949 : Je chante pour vous (Jolson Sings Again) d'Henry Levin : Un maître d'hôtel
- 1949 : Le Maître du gang (The Undercover Man) de Joseph H. Lewis : Johnny
- 1949 : Miss Grain de sel (Miss Grant Takes Richmond) de Lloyd Bacon : l'acheteur potentiel de la maison (non crédité)
- 1950 : Secrets de femmes (Three Secrets) de Robert Wise : Stephani
- 1950 : House by the River de Fritz Lang : Harry, le coroner
- 1950 : La Main noire (Black Hand) de Richard Thorpe : Roberto Columbo
- 1950 : Trafic en haute mer (The Breaking Point) de Michael Curtiz : Macho
- 1950 : La Clé sous la porte (Key to the City) de George Sidney : Un serveur
- 1950 : The Killer That Stalked New York d’Earl McEvoy
- 1951 : La Belle du Montana (Belle Le Grand) d'Allan Dwan : Tyler
- 1951 : Le Grand Caruso (The Great Caruso) de Richard Thorpe : Le père Bronzetti
- 1951 : Le Rocher du diable (Drums in the Deep South) de William Cameron Menzies : Le caporal nordiste
- 1951 : Fini de rire (His Kind of Woman) de John Farrow : Le premier complice de Thompson
- 1951 : Le Grand Attentat (The Tall Target) d'Anthony Mann : Fernandina
- 1951 : Sirocco de Curtis Bernhardt
- 1952 : L'Énigme du Chicago Express (The Narrow Margin) de Richard Fleischer : Vincent Yost
- 1952 : Big Jim McLain d'Edward Ludwig : Dr Carter
- 1952 : Mutinerie à bord (Mutiny) d'Edward Dmytryk : Sykes, un canonnier
- 1952 : Le Prisonnier de Zenda (The Prisoner of Zenda) de Richard Thorpe : Johann
- 1953 : Ma and Pa Kettle on Vacation de Charles Lamont : Adolph Wade
- 1953 : Les Envahisseurs de la planète rouge (Invaders from Mars) de William Cameron Menzies : Brainard, l'assistant de Wilson
- 1954 : Le Calice d'argent (The Silver Chalice) de Victor Saville : Le surveillant du stand
- 1954 : Le Kid atomique (en) (The Atomic Kid) de Leslie H. Martinson : Camarade Mosley
- 1954 : Sur la trace du crime (Rogue Cop) de Roy Rowland : George « Wrinkles » Fallon
- 1954 : Le Maître du monde (Tobor the Great) de Lee Sholem : docteur Gustav
- 1955 : Le Cercle infernal (The Racers) d'Henry Hathaway : Gatti
- 1955 : Une femme en enfer (I'll Cry Tomorrow) de Daniel Mann : Un docteur
- 1956 : Diane de Poitiers (Diane) de David Miller : Le peintre de la cour
- 1956 : L'Ardente Gitane (Hot Blood) de Nicholas Ray : Dr Robert Turchino
- 1959 : Le Génie du mal (Compulsion) de Richard Fleischer : Albert, le chauffeur de Steiner
- 1960 : Elmer Gantry le charlatan (Elmer Gantry) de Richard Brooks : Benny, le photographe
- 1960 : Spartacus de Stanley Kubrick : Ramon
- 1961 : Les Bas-fonds new-yorkais (Underworld U.S.A.) de Samuel Fuller : Vic Farrar
- 1961 : Fear No More de Bernard Wiesen
- 1962 : A Public Affair de Bernard Girard : Leonard Lohman
- 1962 : The Three Stooges in Orbit d'Edward Bernds
- 1963 : The Balcony de Joseph Strick : Le juge
- 1964 : Trois filles à Madrid (The Pleasure Seekers) de Jean Negulesco : Arturo
- 1965 : La Créature des ténèbres (Dark Intruder) d'Harvey Hart : Chi Zang
- 1966 : Notre homme Flint (Our Man Flint) de Daniel Mann : Dr Wu
- 1967 : Le Diable à trois (Games) de Curtis Harrington : Le comte invité à la fête
- 1969 : Hail, Hero! de David Miller : Le premier vieil homme
- 1971 : Johnny s'en va-t-en guerre (Johnny Got His Gun) de Dalton Trumbo : Le vieux prélat
- 1972 : Les Poulets (Fuzz) de Richard A. Colla : L'homme avec des ordures
- 1973 : Papillon de Franklin J. Schaffner : Un docteur
- 1973 : The Killing Kind (en) de Curtis Harrington : Le père de Louise
- 1974 : La Tour des monstres (Homebodies) de Larry Yust : Mr. Blakely
- 1975 : Vol au-dessus d'un nid de coucou (One Flew Over the Cuckoo's Nest) de Miloš Forman : Colonel Matterson
- 1978 : The One and Only de Carl Reiner : Le chasseur d'autographes
- 1979 : Les Joyeux Débuts de Butch Cassidy et le Kid (Butch and Sundance : The Early Days) de Richard Lester : Le voleur âgé
- 1982 : Qui tire le premier ? (A Time for Dying) de Budd Boetticher : Seth (film achevé en 1969)
- 1982 : Jekyll and Hyde... Together Again de Jerry Belson : Hubert Howes
- 1983 : La Quatrième Dimension (Twilight Zone : The Movie), segment 2 Kick the Can de Steven Spielberg : M. Mute
- 1987 : Balance maman hors du train (Throw Momma from the Train) de Danny DeVito : Le vieil homme
- 1989 : La Guerre des Rose (The War of the Roses) de Danny DeVito : Le vieil homme pleurant
- 1991 : Larry le liquidateur (Other People's Money) de Norman Jewison : Le valet de Garfield

### Télévision

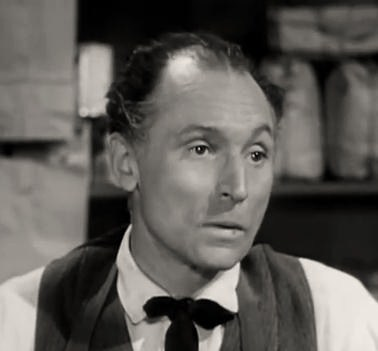
Dans Histoires du siècle dernier (1955)

#### Séries télévisées
- 1952-1956 : Les Aventures de Superman (Adventures of Superman)
  - Saison 1, épisode 10 The Secret of Superman (1952) : Dr H. L. Ort
  - Saison 2, épisode 16 The Clown Who Cried (1954) de George Blair : Crackers
  - Saison 4, épisode 12 The Phantom Ring (1956) de Philip Ford : Le spectre
- 1955 : Histoires du siècle dernier (Stories of the Century)
  - Saison 2, épisode 4 Kate Bender de William Witney : Jake Coleman
- 1956 : Le Choix de... (Screen Directors Playhouse)
  - Saison unique, épisode 14 Hot Cargo de Tay Garnett : Détective Mike
- 1956 : Badge 714 (Dragnet)
  - Saison 6, épisode 4 The Big Net : Vic Templar
- 1958 : Zorro
  - Saison 1, épisode 18 Zorro combat son père (Zorro Fights His Father) et épisode 19 La mort rôde (Zorro Stacks the Deck) : Barca
- 1959 : Peter Gunn
  - Saison 1, épisode 17 Let's Kill Timothy de Blake Edwards : Un ivrogne
  - Saison 2, épisode 13 Terror on the Campus de Boris Sagal : Professeur Cleeter
- 1959 : Perry Mason, première série
  - Saison 2, épisode 16 The Case of the Fraudulent Foto : Théophile Duclerc
- 1960 : Aventures dans les îles (Adventures in Paradise)
  - Saison 2, épisode 8 Pour une perle (One Little Pearl) de Robert Florey : Flaubert
- 1960-1962 : La Quatrième Dimension (The Twilight Zone)
  - Saison 1, épisode 13 Quatre d'entre nous sont mourants (The Four of Us Are Dying, 1960) de John Brahm : M. Marshak
  - Saison 3, épisode 30 Le Menteur (Hocus-Pocus and Frisby, 1962) de Lamont Johnson : Un extra-terrestre
- 1961 : Dobie Gillis (The Many Loves of Dobie Gillis)
  - Saison 2, épisode 35 Take Me to Your Leader de Rodney Amateau : Cédric Van Horn
- 1961 : Les Incorruptibles (The Untouchables)
  - Saison 3, épisode 6 L'Avocat (Loophole) de Paul Wendkos : Pete Lavery
- 1962 : Ombres sur le soleil (Follow the Sun)
  - Saison unique, épisode 28 Not Aunt Charlotte! : Benjy
- 1963 : Route 66 (titre original)
  - Saison 3, épisode 22 The Cage Around Maria de George Sherman : Dr Burton
- 1963 : Suspicion (The Alfred Hitchcock Hour)
  - Saison 2, épisode 5 Blood Bargain de Bernard Girard : Figaro
- 1963 : Le Virginien (The Virginian)
  - Saison 2, épisode 8 A Portrait of Marie Valonne d'Earl Bellamy : Ramussen
- 1964 : Voyage au fond des mers (Voyage to the Bottom of the Sea)
  - Saison 1, épisode 2 La Cité sous-marine (The City Beneath the Sea) de John Brahm : Xanthos
- 1964 : Au-delà du réel (The Outer Limits)
  - Saison 2, épisode 9 Le Robot (I, Robot) : Dr Charles Link
- 1964-1966 : Le Fugitif (The Fugitive)
  - Saison 1, épisode 18 Where the Action Is (1964) : Otis
  - Saison 2, épisode 2 World's End (1964) de Robert Butler : Le réceptionniste de l'hôtel
  - Saison 4, épisode 3 A Clean and Quiet Town (1966) de Mark Rydell : Le tailleur
- 1965 : Le Jeune Docteur Kildare (Dr. Kildare)
  - Saison 4, épisode 31 A Reverence for Life de Jud Taylor : Le droguiste
- 1965-1969 : Ma sorcière bien-aimée (Bewitched)
  - Saison 1, épisode 22 Jeunesse éternelle (Eye of the Beholder, 1965) de William Asher : M. Bodkin
  - Saison 5, épisode 21 Serena cherche un mari (Marriage Witch's Style, 1969) de William Asher : M. Lovelace
- 1966 : Adèle (Hazel)
  - Saison 5, épisode 15 A Car Named Chrysanthemum de Charles Barton : M. Ricci
- 1966 : Daktari
  - Saison 1, épisode 6 Le Léopard de Madla (Leopard of Madla George) : Dr Gene Barr
- 1966 : Mon martien favori (My Favorite Martian)
  - Saison 3, épisode 27 Our Notorious Landlady : Le curateur
- 1966 : Match contre la vie (Run for Your Life)
  - Saison 1, épisode 25 Don't Count on Tomorrow de Stuart Rosenberg : Le docteur
  - Saison 2, épisode 4 The Committee for the 25th de William A. Graham : M. Cana
- 1966 : Perdus dans l'espace (Lost in Space)
  - Saison 2, épisode 8 Jeux mortels de Gamma 6 (The Deadly Games of Gamma 6) de Nathan Juran : Le chef extra-terrestre
- 1966-1967 : Des agents très spéciaux (The Man from U.N.C.L.E.)
  - Saison 2, épisode 16 Souvent blonde varie (The Dippy Blonde Affair, 1966) : Dr Segal
  - Saison 3, épisode 18 L'Invention du professeur Nillson (The Deadly Smorgasbord Affair, 1967) de Barry Shear : Dr A. C. Nillson
- 1966-1967 : Au cœur du temps (The Time Tunnel)
  - Saison unique, épisode 14 La Nuit des longs couteaux (Night of the Long Knives - Kashi) de Paul Stanley et épisode 21 L'Idole de la mort (Idol of Death - Un servant) de Sobey Martin
- 1966-1968 : Sur la piste du crime (The F.B.I.)
  - Saison 2, épisode 6 The Plague Merchant (1966) de Lewis Allen : L'épicier
  - Saison 3, épisode 27 The Mercenary (1968) de William Hale : Allison
- 1967 : Les Envahisseurs (The Invaders)
  - Saison 1, épisode 4 Les Sangsues (The Leaches) de Paul Wendkos : Professeur Arthur Millington
- 1967 : Star Trek
  - Saison 1, épisode 26 Les arbitres du cosmos (Errand of Mercy) de John Newland : Claymare
- 1967-1968 : Commando Garrison (Garrison's Gorillas)
  - Saison unique, épisode 8 Now I Lay Me Down to Die (1967 - Kronman) et épisode 23 The Plot to Kill (1968 - Le manager de la Flophouse)
- 1968 : Les Règles du jeu (The Name of the Game)
  - Saison 1, épisode 5 Nightmare d'Alvin Ganzer : Un homme
- 1968-1969 : Opération vol (It Takes a Thief)
  - Saison 1, épisode 10 Birds of a Feather (1968) de Don Weis : Vlado Miloslav
  - Saison 3, épisode 13 To Lure a Man (1969) de Barry Shear : Franz Stanus
- 1969 : La Grande Vallée (The Big Valley)
  - Saison 4, épisode 15 The Secret et épisode 17 Lightfoot de Lawrence Dobkin : Le juge
- 1969 : Doris comédie (The Doris Day Show)
  - Saison 1, épisode 21 The Con Man de Bruce Bilson : Jed Anslinger
- 1969 : Max la Menace (Get Smart)
  - Saison 5, épisode 1 Pheasant Under Glass de Don Adams : Professor Pheasant
- 1969-1971 : Mannix
  - Saison 3, épisode 10 Les Bruits de la nuit (The Sound of Darkness, 1969) de Corey Allen : Un clochard
  - Saison 5, épisode 14 Sauvez le mort (To Sve a Dead Man, 1971) de Paul Krasny
- 1970 : Mission impossible (Mission : Impossible)
  - Saison 4, épisode 26 Le Fils prodigue (The Martyr) de Virgil W. Vogel : Dr Valari
  - Saison 5, épisode 9 L'Amateur (The Amateur) de Paul Krasny : Père Bernard
- 1970 : La Nouvelle Équipe (The Mod Squad)
  - Saison 3, épisode 4 « A » Is for Annie : M. Vlachos
- 1971 : Opération danger (Alias Smith and Jones)
  - Saison 1, épisode 1 (pilote) Alias Smith and Jones de Gene Levitt : Pincus
  - Saison 2, épisode 5 The Posse That Wouldn't Quit : Le juge
- 1971-1974 : L'Homme de fer (Ironside)
  - Saison 5, épisode 1 The Priest Killer (1971) de Richard A. Colla : Père Miles
  - Saison 7, épisode 17 Class of '40 (1974) de Barry Shear : Le docteur
- 1972 : Banacek
  - Saison 1, épisode 4 La Croix de Madère (No Sign of the Cross) de Daryl Duke : Le cardinal
- 1974 : Happy Days
  - Saison 1, épisode 5 Le Festival rock (Hardware Jungle) de Jerry Paris : M. Egan
- 1974 : Barnaby Jones
  - Saison 2, épisode 19 Friends Till Death de Russ Mayberry : rôle non spécifié
- 1977 : Switch
  - Saison 2, épisode 18 The Four Horsemen : Paul Berwick Sr.
- 1977 : Lou Grant
  - Saison 1, épisode 5 Nazi d'Alexander Singer : M. Sterner
- 1979-1980 : Quincy (Quincy, M.E.)
  - Saison 5, épisode 3 By the Death of a Child (1979 - Un conseiller) et épisode 12 Honor Thy Elders (1980 - M. Brown) de Ray Danton
- 1980 : Timide et sans complexe (Teenspeed and Brown Shoe)
  - Saison unique, épisode 1 (pilote) Timide et sans complexe, 1re partie (Teenspeed and Brown Shoe, Part I) d'E. W. Swackhamer : rôle non spécifié
- 1980 : Pour l'amour du risque (Hart to Hart)
  - Saison 1, épisode 19 Le Sixième Sens (Sixth Sense) de Ralph Senensky : Carl
- 1982 : L'Île fantastique (Fantasy Island)
  - Saison 5, épisode 10 Le Sacrifice / Les affaires sont les affaires (A Very Strange Affair / The Sailor) de Cliff Bole : Brewster, le majordome
- 1982 : Capitaine Furillo (Hill Street Blues)
  - Saison 3, épisode 6 Il faut savoir tout faire (Stan the Man) de Thomas Carter : M. Seligman
- 1983 : Agence tous risques (The A-Team)
  - Saison 1, épisodes 1 et 2 Rio Blanco, 1re et 2e parties (Mexican Slayride, Parts I & II) de Rod Holcomb : Père David Magill
- 1983 : Le Souffle de la guerre (The Winds of War), mini-série, épisode 3 Cataclysm de Dan Curtis : Le père de Nathalie
- 1985 : Les Enquêtes de Remington Steele (Remington Steele)
  - Saison 3, épisode 15 Retour de bâton (Springtime for Steele) de Christopher Hibler : Joey
- 1987 : Cagney et Lacey (Cagney & Lacey)
  - Saison 6, épisode 17 Divine Couriers : Herbert Morimetz
- 1987 : Hôpital St Elsewhere (St. Elsewhere)
  - Saison 5, épisode 22 Slip Sliding Away : rôle non spécifié

#### Téléfilms
- 1972 : Another Part of the Forest de Daniel Mann : Gilbert Jugger
- 1972 : Sans issue (en) (No Place to Run) de Delbert Mann et John Badham : Le deuxième vieil homme
- 1973 : Jarrett de Barry Shear : Arnheim
- 1974 : The Family Kovack de Ralph Senensky : M. Manzak
- 1976 : L'Affaire Lindbergh (The Lindbergh Kidnapping Case) de Buzz Kulik : Hochmuth
- 1976 : Raid sur Entebbe (Raid on Entebbe) d'Irvin Kershner : M. Scharf
- 1984 : The Ratings Game (en) de Danny DeVito : Le tailleur de Vic
- 1987 : La Vérité cachée (Laguna Heat) de Simon Langton : Juge Rubio